# Cormac mac Ailello
Cormac mac Ailello Ua Maénach, mort vers 713, était un roi de Munster (en irlandais : Muman), l'un des cinq royaumes d'Irlande. Il appartenait à la famille des Eóganacht Chaisil, une branche du clan des Eóganachta descendant d'Óengus mac Nad Froích (mort en 489), le premier roi chrétien de Muman, par son fils Feidlimid mac Óengusa. 

## Biographie
Petit-fils du roi Máenach mac Fíngin († v. 662) par son fils Ailill, il succéda à Ailill mac Cathail comme roi de Muman vers 701. 
Il mourut à la bataille de Cam Feradaig, près de l'actuel Limerick, en 713. 
Cormac est cité indifféremment comme roi dans les annales sous les noms de Cormac fils d'Ailill ou de Cormac fils de Máenach, le Chronicon Scotorum relatant même sa mort sous ces deux noms, une première fois en 712 (Cormac fils de Máenach) puis en 713 (Cormac fils d'Ailill). 
Il est également présent dans les Laud Synchronisms, où il est donné comme succédant à Eterscél mac Máele Umai, alors que ce dernier ne mourut qu'en 721 en étant qualifié de roi de Cashel, et que Cathal mac Finguine n'est pas cité avant cette date, ce qui semble indiquer qu'Eterscél succéda bien à Cormac en 713 après avoir exercé une première fois les fonctions royales vers 696-697 et avoir alors abdiqué en faveur d'Ailill.

## Sources
- (en) Annales d'Ulster, University College Cork.
- (en) Annales de Tigernach', University College Cork.
- (en) Annales d'Inisfallen, University College Cork.
- (en) Annales des quatre maîtres, University College Cork.
- (en) Chronicon Scotorum, University College Cork.
- (en) Laud Synchronisms, University College Cork.